# Paridaensinstituut
Het Paridaensinstituut is een katholieke school in het centrum van de Belgische stad Leuven. De school richt een basisschool en een secundaire school met in de eerste graad de basisopties moderne wetenschappen, Latijn en Latijn-Grieks en verder in de tweede en derde graad een bijna volledig aanbod van studierichtingen in het algemeen secundair onderwijs.

## Geschiedenis
De school voor meisjesonderwijs werd officieel opgericht in 1834 door Cicercule Paridaens, Mère Marie-Thérèse van de Dochters van Onze-Lieve-Vrouw uit Bergen. De school, het Instituut der Dochters van Maria (Frans: Institut des Filles de Marie), en de inrichtende Congregatie der Dochters van Maria werden dat jaar erkend door mgr. Sterkx, aartsbisschop van Mechelen. De school was gevestigd in het Hollands College en de aangrenzende Janseniustoren. Nadien volgde de bouw van meerdere vleugels zuidwestwaarts richting Dijleoevers. Het Hollands College zelf werd in 2008 verkocht aan de KU Leuven.
Voorafgaand aan de oprichting was Cicercule Paridaens samen met Barbara vanden Bossche, een nicht van mgr. de Nelis, voormalig bisschop van Antwerpen, al meer dan drie decennia actief in het beheer van een pensionaat met onderwijs voor meisjes, op verschillende plaatsen in Leuven waaronder het Iers College (van 1806 tot 1812) en het Hollands College (vanaf 1812). Het was evenwel pas in het jonge koninkrijk België dat de school erkend werd.
De congregatie zou doorheen de tijd nog enkele bijkomende scholen inrichten, het Miniemeninstituut in Leuven (vanaf 1841), het Sint-Jozefinstituut te Antwerpen (vanaf 1861) en Bleydenberg te Wilsele (vanaf 1879).

## Bekende oud-leerlingen
- Katelijne Boon, (radio)presentatrice en redactrice
- Goedele Devroy, journaliste
- Marguerite Lefèvre, geografe en eerste vrouwelijk hoogleraar aan de Katholieke Universiteit Leuven
- Brigitte Raskin, schrijfster
- Noémie Schellens, sopraan en actrice
- Katrijn Van Bouwel, actrice, schrijfster en comédienne